# No Trendy Réchauffé (Live Birmingham 95)
No Trendy Réchauffé (Live Birmingham 95) is een livealbum van de Britse muzikant David Bowie. Het album werd opgenomen op 13 december 1995 in hal 5 van het National Exhibition Centre in Birmingham tijdens de Outside Tour, een tournee ter promotie van Bowie's korte tijd eerder verschenen album 1. Outside. Op 20 november 2020 werd het album uitgebracht op cd en vinyl, maar op 12 maart 2021 was het pas beschikbaar op streamingdiensten. Het concert werd gefilmd door de BBC, en fragmenten van de show werden enige tijd later vertoond op televisie. In de show werd "Hallo Spaceboy" twee keer ten gehore gebracht; een van deze twee vertolkingen was bedoeld als de officiële videoclip voor de single, maar dit plan werd geschrapt nadat de Pet Shop Boys in plaats daarvan een remix van de single uitbrachten. Twee nummers die tijdens deze show waren opgenomen, "Under Pressure" en "Moonage Daydream", verschenen in 1996 al op de B-kant van "Hallo Spaceboy". Het album maakt deel uit van Brilliant Live Adventures, een set van zes livealbums die in de tweede helft van de jaren '90 waren opgenomen.

## Tracklist
Alle nummers geschreven door Bowie, tenzij anders vermeld.

| Nr. | Titel                                         | Schrijver(s)                                                 | Duur |
| --- | --------------------------------------------- | ------------------------------------------------------------ | ---- |
| 1.  | "Look Back in Anger"                          | Bowie, Brian Eno                                             | 4:43 |
| 2.  | "Scary Monsters (and Super Creeps)"           |                                                              | 5:19 |
| 3.  | "The Voyeur of Utter Destruction (as Beauty)" | Bowie, Eno, Reeves Gabrels                                   | 5:07 |
| 4.  | "The Man Who Sold the World"                  |                                                              | 3:38 |
| 5.  | "Hallo Spaceboy"                              | Bowie, Eno                                                   | 5:19 |
| 6.  | "I Have Not Been to Oxford Town"              | Bowie, Eno                                                   | 4:22 |
| 7.  | "Strangers When We Meet"                      |                                                              | 5:00 |
| 8.  | "Breaking Glass"                              | Bowie, Dennis Davis, George Murray                           | 3:52 |
| 9.  | "The Motel"                                   |                                                              | 6:30 |
| 10. | "Jump They Say"                               |                                                              | 3:37 |
| 11. | "Teenage Wildlife"                            |                                                              | 6:40 |
| 12. | "Under Pressure"                              | Bowie, Freddie Mercury, Brian May, Roger Taylor, John Deacon | 4:32 |
| 13. | "Moonage Daydream"                            |                                                              | 5:37 |
| 14. | "We Prick You"                                | Bowie, Eno                                                   | 4:21 |
| 15. | "Hallo Spaceboy" (Version 2)                  | Bowie, Eno                                                   | 6:17 |

## Personeel
- David Bowie: zang
- Reeves Gabrels: gitaar
- Carlos Alomar: gitaar, achtergrondzang
- Gail Ann Dorsey: basgitaar, achtergrondzang
- Zack Alford: drums
- Mike Garson: piano
- Peter Schwartz: synthesizer
- George Simms: achtergrondzang